# Frank Merle
Frank Merle (Marselha, 22 de novembro de 1962) é um matemático francês, que trabalha com análise matemática.
Merle obteve um doutorado em 1987 na Universidade Pierre e Marie Curie, orientado por Henri Berestycki. Em seguida foi pesquisador no Centre national de la recherche scientifique (CNRS). Em 1989/1990 foi professor assistente no Instituto Courant de Ciências Matemáticas da Universidade de Nova Iorque. Merle é desde 1991 professor na Universidade Cergy-Pontoise. Em 1996 e 2003/2004 esteve no Instituto de Estudos Avançados de Princeton. Foi dentre outros professor visitante na Universidade Stanford, na Universidade Rutgers, na Universidade de Chicago, no Mathematical Sciences Research Institute (MSRI), na Universidade da Califórnia em Berkeley, na Universidade de Leiden e na Universidade de Tóquio.
Merle trabalha com equações diferenciais parciais (EDPs) e física matemática, em especial EDPs dispersivas não-lineares como a equação de Schrödinger não-linear e a equação de Korteweg-de-Vries e o estudo destas equações, que colapsam ou divergem em tempo finito (blow up). Por estes estudos recebeu o Prêmio Memorial Bôcher de 2005. Trabalhou bastante com Yvan Martel.
Foi palestrante convidado do Congresso Internacional de Matemáticos em Berlim (1998: Blow-Up phenomena for critical nonlinear Schrödinger and Zakharov Equations). Foi palestrante plenário do Congresso Internacional de Matemáticos em Seul (2014: Asymptotics for critical nonlinear dispersive equations).